# Никола Христов (Дебрище)
Никола Димов Христов – Докторът е български революционер, деец на Вътрешната македоно-одринска революционна организация.

## Биография
Никола Христов е роден в 1878 година в тиквешкото село Дебрище, тогава в Османската империя, днес в Република Северна Македония. В началото на 1903 година влиза във ВМОРО. Убива турчина Ибраим Юсуфов – Идризовски и му взима пушката и се присъединява към четата на Петър Юруков в Мързен Ораовец. Участва в няколко сражения с османците по време на Илинденско-Преображенското въстание, като Христов се грижи за ранените. През есента на 1903 година Петър Юруков заминава за София и четата е поета от Ангеле Галишки. На следващата 1904 година войводата Петър Юруков се завръща в Македония и Христов обикаля с него. През есента заедно с войводата се оттегля в София. На следната 1905 година отново навлизат в Македония.
На 1 март 1943 година, като жител на Неготино, подава молба за българска народна пенсия, която е одобрена и пенсията е отпусната от Министерския съвет на Царство България.